# Galina Bukharina
Galina Bukharina (Unión Soviética, 14 de febrero de 1945) es una atleta soviética retirada, especializada en la prueba de 4 x 100 m en la que llegó a ser medallista de bronce olímpica en 1968.

## Carrera deportiva
En los JJ. OO. de México 1968 ganó la medalla de bronce en los relevos 4 x 100 metros, con un tiempo de 43.41 segundos, llegando a meta tras Estados Unidos que con 42.88 segundos batió el récord del mundo, y Cuba (plata), siendo sus compañeras de equipo: Lyudmila Samotyosova, Vera Popkova y Lyudmila Zharkova.